# Cerro San Eugenio
Cerro San Eugenio ist eine Ortschaft im Norden Uruguays. 

## Geographie
Sie liegt im nordöstlichen Teil des Departamento Artigas in dessen Sektor 1 südlich der Departamento-Hauptstadt Artigas. Westlich grenzt Cerro Signorelli im Osten Cerro Ejido an.

## Einwohner
Cerro San Eugenio hat 425 Einwohner, davon 231 Männer und 194 Frauen (Stand: 2011).
| Jahr | Einwohner |
| ---- | --------- |
| 1996 | -         |
| 2004 | 95        |
| 2011 | 425       |

Quelle: Instituto Nacional de Estadística de Uruguay